# Beljaške Toplice
Beljaške Toplice (nemško Villach-Warmbad-Judendorf) je naselje Statutarnega mesta Beljak na Koroškem v Avstriji.